# Michail Michailowitsch Dostojewski

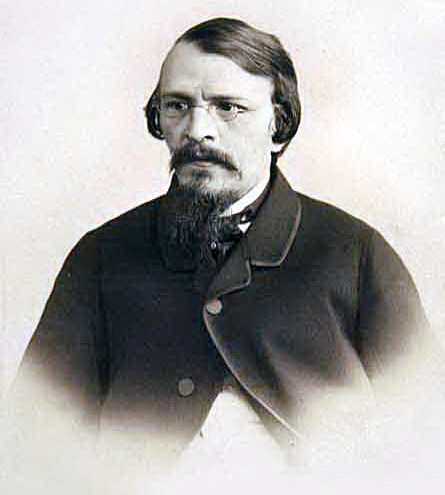
Michail Dostojewski

Michail Michailowitsch Dostojewski (russisch: Михаи́л Миха́йлович Достое́вский; * 25. November 1820 in Moskau; † 22. Juli 1864 in Sankt Petersburg) war ein russischer Publizist, Schriftsteller, Übersetzer und Literaturkritiker. Er war der älteste Bruder von Fjodor Dostojewski.

## Leben und Werk
Michail Michailowitschs Dostojewskis Vater, Michail Andrejewitsch Dostojewski (1789‒1839), war Arzt an der Moskauer Marijinski-Klinik für die Armen. Die Mutter, Maria Fjodorowna, geb. Netschajewa (1800‒1837), hatte ihn am 14. Januar 1820 geheiratet.
Bis 1837 wurden Michail und der nur 13 Monate nach ihm geborene Fjodor gemeinsam erzogen und ausgebildet, zunächst im Elternhaus und dann in Moskauer Internaten. Nach dem Willen des Vaters hätte Michail ebenso wie Fjodor an der Petersburger Militärischen ingenieurtechnischen Universität studieren sollen. Er wurde dort nicht angenommen, konnte dieselbe Ausbildung aber an einer anderen Petersburger Hochschule beginnen und wurde nach einigen Monaten nach Tallinn zur dortigen Schule für Militäringenieure versetzt.
1842 heiratete er Emilia von Ditmar, mit der er mehrere Kinder hatte. Als das Innenministerium 1849 die Petraschewzen zerschlug, wurde Michail kurz nach seinem Bruder ebenfalls verhaftet, zwei Monate später aber wieder freigelassen.
1861 gründete er für Fjodor, der nicht publizistisch in Erscheinung treten durfte, die Monatsschrift Wremja, die schnell sehr populär wurde und bereits im ersten Jahr 2300 Abonnenten hatte. Wegen eines vermeintlich regierungskritischen Artikels von Nikolai Strachow wurde die Zeitschrift am 24. Mai 1863 verboten. Im Januar 1864 gründeten die Brüder ein Nachfolgeblatt, Epocha (Эпоха, „Epoche“), das den Erfolg von Wremja allerdings nicht mehr erreichte. Als Michail im selben Jahr starb, konnte sein Bruder die Zeitschrift nicht halten.

## Veröffentlichungen
In den 1840er Jahren hat Michail Dostojewski in der Zeitschrift Otechstvennye zapiski („Vaterländische Notizen“) mehrere Kurzgeschichten veröffentlicht:
- Dočka (russisch: Дочка, Eine Tochter), 1848
- Gospodin Svetelkin (Господин Светелкин, Herr Swetelkin), 1848
- Vorobej (Воробей, Spatz), 1848
- Dva starička (Два старичка, Zwei alte Männer), 1849
- Pjat’desjat let (Пятьдесят лет, Fünfzig Jahre), 1850
- Staršaja i men’šaja (Старшая и меньшая, Der Ältere und der Jüngere), 1851

Michail Dostojewski hat darüber hinaus einige deutsche Klassiker ins Russische übersetzt, darunter Die Räuber und Don Karlos.